# David de Wied

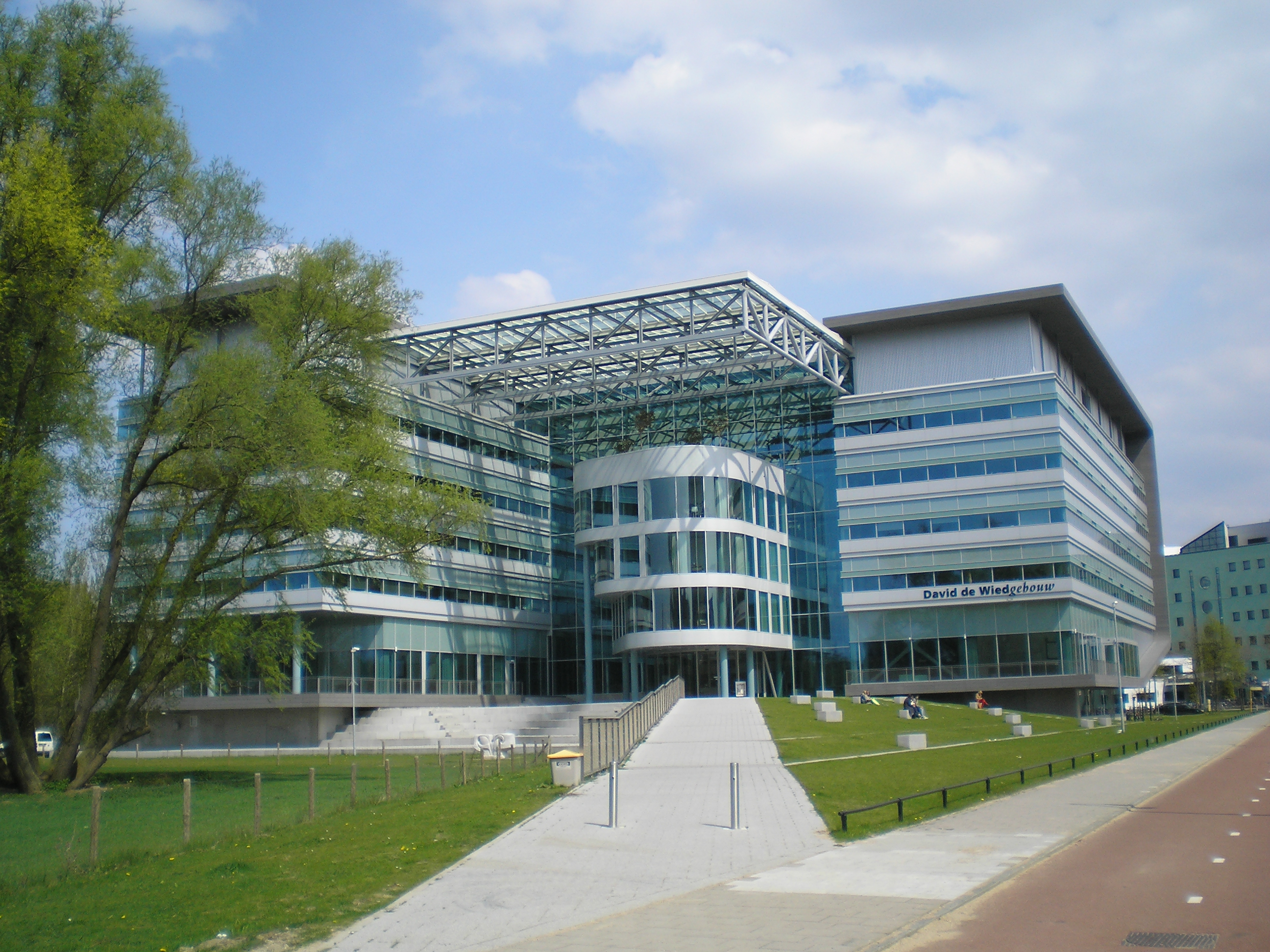
David de Wied Gebäude der Universität Utrecht

David de Wied (* 12. Januar 1925 in Deventer; † 21. Februar 2004 in Utrecht) war ein niederländischer Mediziner (Endokrinologie). Er ist bekannt für interdisziplinäre Forschung zu Neuropeptiden.
Aufgrund des Zweiten Weltkriegs, bei dem er als Jude in den Untergrund gehen musste, studierte er erst ab 1947 Medizin an der Universität Groningen, wo er 1952 promoviert wurde. 1955 machte er seinen Studienabschluss als Mediziner. Er war ab 1958 Lektor und ab 1961 Professor für experimentelle Endokrinologie (experimentelle Pharmakologie) an der Universität Utrecht und ab 1963 Professor für Pharmazie und Direktor des Rudolf Magnus Instituts. 1990 emeritierte er, blieb aber weiter wissenschaftlich aktiv am Institut.
Er wies den Einfluss der Hypophysenhormone ACTH, Vasopressin und MSH auf die Lernfähigkeit nach. Er wies Änderungen des Verhaltens nach Entfernung von Teilen der Hypophyse nach, die bei Gabe der Hormone wieder aufgehoben wurde. ACTH ist zum Beispiel ein Stresshormon und steuert Angstreaktionen, erkennbar etwa beim aktiven und passiven Vermeidungslernen.
1996 erhielt er den A.H.-Heineken-Preis für Medizin. Er war Mitglied der Königlich Niederländischen Akademie der Wissenschaften, deren Abteilung für Naturwissenschaft er 1981 bis 1984 vorstand und deren Präsident er 1984 bis 1990 war. Er war Ritter des Niederländischen Löwen und Kommandeur des Ordens von Oranien-Nassau. Ein Fakultätsgebäude an der Universität Utrecht ist nach ihm benannt.
Er war Mitgründer des European Journal of Pharmacology.